# Муродов, Джурабек
Джурабек Муродов (тадж. Ҷӯрабек Муродов; род. 1942) — советский, таджикский певец (тенор), композитор, музыкант-инструменталист (исполнитель на рубабе). Народный артист СССР (1979).

## Биография
Джурабек Муродов родился 24 декабря 1942 году в селе Куруд (ныне Айнинского района Согдийской области Таджикистана).
В 1962 году окончил Ленинабадский педагогический институт. До 1963 года работал в институте ассистентом кафедры педагогики и методики начальных классов.
С 1963 по 1992 год — солист-вокалист Таджикской государственной филармонии (Душанбе). В разные годы занимал должности солиста-вокалиста, руководителя ансамбля, художественного руководителя филармонии.
В 1992 году и с 2006 года — солист-вокалист Худжандского театра музыкальной комедии им. К. Худжанди. Был художественным руководителем ансамбля «Шашмаком» при Государственном комитете по телевидению и радиовещанию при Правительстве Республики Таджикистан.
С 2001 года — руководитель Государственного ансамбля шашмакомистов «Нури Худжанд» (Худжанд).
Гастролировал во многих странах мира.
Воспитал целую плеяду известных певцов, таких как К. Содиков, М. Насриддинов, Н. Махкамов, Д. Алиматов, Х. Ортикова, Ш. Мухторов, Х. Зарифов, А. Шодиев, Ф. Алифова и других.
С 1988 года — председатель Музыкального общества Таджикистана. С 1991 года — первый заместитель председателя Всесоюзного музыкального общества (ныне Международный Союз музыкальных деятелей). Председатель Фонда Мира республики.
Депутат Верховного Совета Таджикской ССР (член Президиума и председатель Комитета по делам культуры, межнациональным отношениям и зарубежным связям) (1990—1994).

### Семья
- Сын — Джонибек Муродов (род. 1986), таджикский эстрадный певец.

## Творчество
С раннего детства изучал азы музыкального и исполнительского мастерства у своих родителей и старшего брата, впоследствии развивал их, изучая наследие известных певцов прошлого и современности: Ходжи Абдулазиза, Содирхона Хафиза, Домулло Халима, Шохназара Сохибова, Шарифа Джураева и Боймухаммада Ниёзова.
Творчество певца составляют три стиля исполнения: классические песни, народные песни, стихотворения современных таджикских поэтов. Исполняет песни, аккомпанируя себе на рубобе, в сопровождении оркестра народных инструментов и симфонического оркестра. 
В течение творческой деятельности воплотил в жизнь более 2000 песен, из которых более 450 — авторские работы, среди них циклы песне на слова С. А. Есенина, М. Турсун-заде и др. 
Изучал и воплощал в своем репертуаре не только творчество исполнителей таджикского народа (прошлого и современного), но с ещё большим успехом исполнял песни народов бывшего Советского Союза. В репертуаре Джурабека Муродова особое место занимают такие песни, как русская народная песня «Калинка», всемирно известная «Катюша» (на русском, таджикском и японском языках), армянская народная песня «Мехак» («Гвоздика»), грузинская народная песня «Сулико», киргизская «Тумарим», туркменская «Элпессе», азербайджанская «Галбим сандадер» («Ты в моем сердце») и песни других народов мира.
Творчеству певца посвящены книги: «100 песен Джурабека Муродова» (1982), «Олимаком» (1995, авторы М. Тохири, Ф. Каримов, Ш. Мухтор), «Джурабек Муродов» (2002, автор М. Шарифова); кинофильм «Наш хафиз» («Наш певец») (1979, реж. А. Кудусов); телефильм «Струны сердца» (1980, реж. Л. Налоева)

## Награды и звания
- Заслуженный артист Таджикской ССР (1967)
- Народный артист Таджикской ССР (1974)
- Народный артист СССР (07.02.1979)
- Премия Ленинского комсомола Таджикской ССР (1975)
- Государственная премия Таджикской ССР им. А. Рудаки (1987)
- Орден «Знак Почёта» (1980)
- Орден «Слава» (Таджикистан)
- Медаль «За доблестный труд. В ознаменование 100-летия со дня рождения Владимира Ильича Ленина»
- Золотая медаль Концертной ассоциации Японии «Мин-он» («Шелковая стезя») (1987)
- Почётные грамоты Президиумов Верховных Советов Узбекистана, Киргизии и Таджикистана.
- Почётный гражданин Самарканда (Узбекистан) (1980)
- Почётный гражданин Бухары (Узбекистан)(1980)
- Почётный гражданин Нурата (Узбекистан) (1982).